# Beechwood Village
Beechwood Village és una població dels Estats Units a l'estat de Kentucky. Segons el cens del 2000 tenia 1.173 habitants.

## Demografia
Segons el cens del 2000, Beechwood Village tenia 1.173 habitants, 532 habitatges, i 336 famílies. La densitat de població era de 1.677,4 habitants/km².
Dels 532 habitatges en un 25% hi vivien nens de menys de 18 anys, en un 55,1% hi vivien parelles casades, en un 6,4% dones solteres, i en un 36,8% no eren unitats familiars. En el 32,3% dels habitatges hi vivien persones soles el 16,9% de les quals corresponia a persones de 65 anys o més que vivien soles. El nombre mitjà de persones vivint en cada habitatge era de 2,2 i el nombre mitjà de persones que vivien en cada família era de 2,81.
Per edats la població es repartia de la següent manera: un 19,4% tenia menys de 18 anys, un 4,7% entre 18 i 24, un 31,6% entre 25 i 44, un 23% de 45 a 60 i un 21,3% 65 anys o més.
L'edat mediana era de 41 anys. Per cada 100 dones de 18 o més anys hi havia 79,8 homes.
La renda mediana per habitatge era de 52.500 $ i la renda mediana per família de 66.250 $. Els homes tenien una renda mediana de 46.705 $ mentre que les dones 34.000 $. La renda per capita de la població era de 28.908 $. Entorn del 0,9% de les famílies i l'1,2% de la població estaven per davall del llindar de pobresa.

## Poblacions més properes
El següent diagrama mostra les poblacions més properes.